# Brandon Austin
Brandon Austin (ur. 8 stycznia 1999 w Hemel Hempstead) – piłkarz grający na pozycji bramkarza w angielskim klubie Tottenham Hotspur.

## Kariera klubowa
Jest wychowankiem Chelsea, a następnie Tottenhamu Hotspur.

### Tottenham Hotspur
Od 2019 roku zakontraktowany jest jako profesjonalny gracz w Tottenhamie. W sezonie 2019/2020 udał się na wypożyczenie do Viborg FF. Na rok 2021 przeniósł się do Orlando City, notując występy w 5 meczach.

## Kariera reprezentacyjna
Brandon Austin miał jeden występ w reprezentacji USA U-18 w 2017 roku.

## Statystyki kariery

### Klubowe
(aktualne na dzień 2 lipca 2022)
| Klub               | Sezon                 | Liga                  | Liga  | Liga   | Puchar kraju | Puchar kraju | Europa | Europa | Suma  | Suma   |
| Klub               | Sezon                 | Liga                  | Mecze | Bramki | Mecze        | Bramki       | Mecze  | Bramki | Mecze | Bramki |
| ------------------ | --------------------- | --------------------- | ----- | ------ | ------------ | ------------ | ------ | ------ | ----- | ------ |
| Tottenham Hotspur  | 2019/20               | Premier League        | 0     | 0      | 0            | 0            | –      | –      | 0     | 0      |
| Viborg FF          | 2019/20               | 1. Division           | 14    | 0      | 0            | 0            | –      | –      | 14    | 0      |
| Tottenham Hotspur  | 2020/21               | Premier League        | 0     | 0      | 0            | 0            | –      | –      | 0     | 0      |
| Orlando City       | 2021                  | MLS                   | 5     | 0      | 0            | 0            | –      | –      | 5     | 0      |
| Tottenham Hotspur  | 2021/22               | Premier League        | 0     | 0      | 0            | 0            | –      | –      | 0     | 0      |
| Tottenham Hotspur  | Łącznie w Tottenhamie | Łącznie w Tottenhamie | 0     | 0      | 0            | 0            | 0      | 0      | 0     | 0      |
| Łącznie w karierze | Łącznie w karierze    | Łącznie w karierze    | 19    | 0      | 0            | 0            | 0      | 0      | 19    | 0      |

## Życie prywatne
Brandon Austin urodził się w Hemel Hempstead i uczęszczał do Cavendish School. Ojciec Austina był koszykarzem reprezentacji Anglii, mającym znaczny udział w wygraniu przez BBL w latach 1996–1997 z zespołem London Towers.